# Edwin Berg
Pour les articles homonymes, voir Berg.
Edwin Berg est un pianiste de jazz néerlandais né le 11 décembre 1972 à Oss aux Pays-Bas.

## Biographie
Edwin Berg apprend à jouer du piano dès son plus jeune âge.
Dès 1991 il obtient un premier prix en tant que soliste. La même année, il entre au conservatoire de la ville d'Utrecht afin de se consacrer à l'étude de la musique classique et jazz. Il y a pour professeurs Bert van den Brink (qui a enseigné le piano à Dee Dee Bridgewater), Jasper van het Hof,  Alexander Warenberg et Michiel Borstlap. Dès 1992, il forme son premier trio : "Edwin Berg Trio". Il accompagne ensuite plusieurs musiciens et formations partout dans le monde. En 1996, il a l'occasion de jouer aux côtés du batteur Jeff Hamilton. L'année suivante il remporte la 4e place avec son trio au tremplin de Jazz à Vienne, puis finit demi-finaliste au concours de piano jazz Martial Solal, et enregistre avec Deborah J. Carter Quintet l'album Scuse me. Il termine ses études de musique la même année avec la mention assez bien. En 1999 Edwin Berg Trio enregistre son premier album : Debut en live.
Entre 1999 et 2001 Edwin Berg accompagne le groupe Caroline Breuer Quintet avec lequel il enregistre Fate Smiles On Those Who Stay Cool.
En 2000 Edwin Berg passe trois mois à New York grâce à une bourse d'études. Là-bas il joue avec de nombreux musiciens et acquiert une réelle personnalité dans son jeu. À son retour aux Pays-Bas, il associe son trio (Steve Altenberg à la batterie, Guus Bakker à la basse) à Jorg Kaaij. Ce nouveau quartet rencontre beaucoup de succès et joue au North Sea Jazz Festival. La collaboration entre Edwin Berg et Jorg Kaaij est inspiratrice pour chacun d'eux, ainsi en 2002, Edwin Berg joue sur l'album de Jorg Kaaij Downtown Daze enregistré à New-York avec Kurt Rosenwinkel à la guitare, Carl Allen à la batterie, Hans Glawischnig à la basse.
En 2001 il enregistre son second album avec son trio : Water. Cet album présenté au Festival de Jazz de Palma de Mallorca (Espagne) est récompensé à l'unanimité du jury par le titre de meilleur groupe de jazz européen. Il enregistre son dernier album en collaboration avec Jorg Kaaij en 2003 : Heartland.
Edwin Berg retourne ensuite à New-York où il joue avec Scott Lee, Chris Cheek, Michel Gentile, Elie Massias et Chris Higgins, tout en prenant des cours avec Kenny Werner. Elie Massias l'invite alors à participer à sa tournée en Espagne avec son groupe Brooklyn Project. En 2004 Edwin Berg monte un projet avec le flûtiste Mark Alban et son groupe Lotz of Music avec une pièce moderne Pendant la nuit où deux acteurs jouent, chantent et improvisent avec un jazzband. Puis il retourne à New-York enregistrer avec le Brooklyn Project. Il forme un duo avec le saxophoniste Sam Sadagursk avec qui il enregistre.
Il revient alors à son trio, composé depuis 2006 de Eric Surmenian à la basse et Frédéric Jeanne à la batterie. Il tourne alors en France et aux Pays-Bas. Avec ce trio il enregistre Perpetuum en 2009 puis Volume 2 en 2011 sur le label Bee Jazz.

## Discographie

### En leader
- Edwin Berg Trio, Debut, 1997
- Edwin Berg Trio, Water, 2003
- Edwin Berg Trio & Jorg Kaaij, Heartland, 2003
- Edwin Berg Trio, Perpetuum[7], 2009, Bee Jazz
- Edwin Berg Trio, Volume 2[8], 2011, Bee Jazz

### En sideman
- Deborah J. Carter Quintet, Scuse me, 1997
- Carolyn Breuer Quintet,  Fate Smiles On Those Who Stay Cool, 1999
- Jorg Kaaij Quintet, Downtown Daze, 2002
- Brooklyn Project, 2004